# Хосни Абд-Рабу
Хосни Абд-Рабу Абд-Эль-Моталеб Ибрагим (араб. حسني عبدربه عبد المطلب ابراهيم‎; 1 ноября 1984, Исмаилия, Египет) — египетский футболист, полузащитника. Выступал за сборную Египта.

## Клубная карьера
Футбольную карьеру начал в 2002 году в клубе египетской премьер-лиги «Исмаили». Стал самым молодым игроком египетской премьер-лиги сезона 2001/02. В своем дебютном сезоне в составе клуба выиграл египетский чемпионат. В 2003 году играл в финальных матчах Лиги чемпионов КАФ. В 2003 клуб «Исмаили» получил трансферные предложения от итальянского «Ювентуса», английского «Арсенала» и французских «Нанта» и «Страсбура». Все предложения были отвергнуты.
В июне 2005 заключил четырёхлетний контракт с клубом «Страсбур», выступавшим в чемпионате Франции. Провёл в клубе один сезон, сыграв в 22 матчах. В сезоне 2005/06 «Страсбур» занял 19 место и вылетел во Вторую лигу Франции. В составе команды Абд-Рабу играл в 1/8 Кубка УЕФА. По окончании сезона, на правах аренды вернулся в клуб «Исмаили».
По истечении срока аренды, стал игроком клуба «Исмаили». Признан лучшим футболистом Египта 2007 года.
По окончании сезона входил в сферу интересов английских «Ньюкасл Юнайтед» и «Болтон Уондерерс», а также французского «Пари Сен-Жермен». В итоге, в июле 2008 за 2,2 миллиона долларов Абд-Рабу был арендован клубом чемпионата ОАЭ «Аль-Ахли». Срок аренды рассчитан до июля 2010 года.

## Национальная сборная
За сборную Египта играет с 2003 года.
Участвовал в молодёжном чемпионате мира 2003 года.
В 2006 получил приглашение в сборную для участия в Кубке африканских наций, но получив травму, выступить там не смог. Следующий Кубок африканских наций 2008 года, который выиграла сборная Египта, стал для Абд-Рабу успешным — он был признан лучшим игроком турнира и вошёл в символическую сборную.
Играл за сборную на Кубке конфедераций 2009 года.

## Достижения
Аль-Ахли
- Чемпион ОАЭ: 2008/09

Сборная Египта
- Обладатель Кубка африканских наций: 2008, 2010

Личные
- Лучший игрок Кубка африканских наций: 2008